# فهرست زبان‌های هندواروپایی

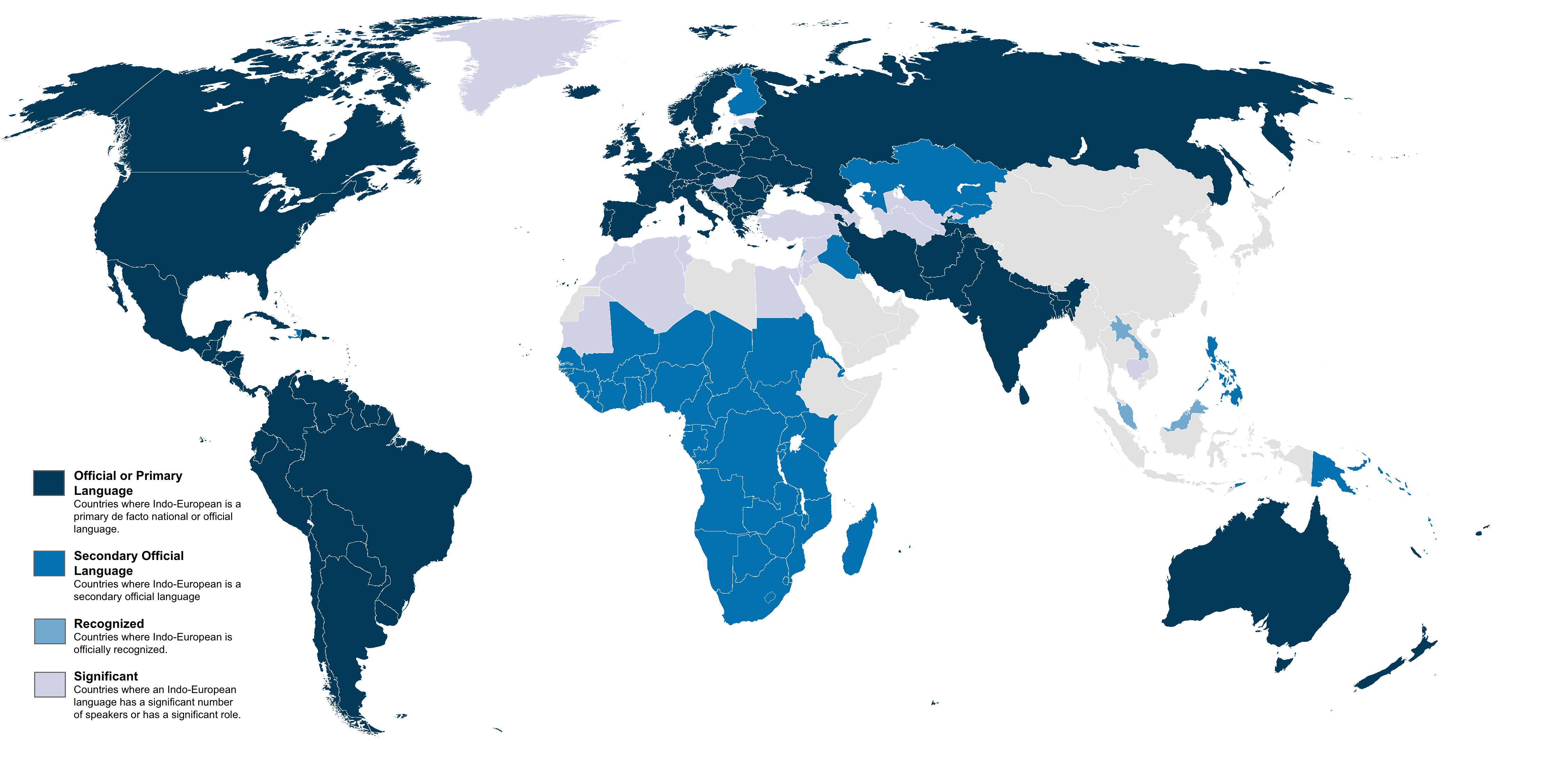
زبان‌های هندواروپایی در جهان بر پایه کشور
زبان رسمی یا اولیه
زبان دوم رسمی
رسمی
زبان عمده
استفاده نمی‌شود

پراکندگی امروزی زبان‌های هندواروپایی در میهن خود در اروپا و آسیا:
در مناطق نقطه‌نقطه یا خط‌خطی چندزبانگی وجود دارد.

زبان‌های هندواروپایی شامل حدود ۴۴۹ زبان هستند که توسط حدود ۳٫۵ میلیارد نفر یا تقریباً نیمی از جمعیت جهان صحبت می‌شوند. بیشتر زبان‌های اصلی متعلق به شاخه‌ها و گروه‌های زبانی اروپا و آسیای غربی و جنوبی، به خانواده زبان‌های هندواروپایی تعلق دارند؛ بنابراین، هندواروپایی از نظر تعداد گویشوران زبان مادری بزرگ‌ترین خانواده زبان در جهان است (اما نه از نظر تعداد زبان که در این زمینه در رتبه ۳ یا ۵ قرار دارد). هشت زبان از میان ده زبان بزرگ جهان از نظر تعداد گویشوران بومی، هندواروپایی هستند. یکی از این زبان‌ها، انگلیسی است که با بیش از یک میلیارد گویشور زبان دوم، به صورت دفاکتو زبان میانجی جهان است. بیشتر مردم جهانِ امروز، به‌عنوان زبان مادری یا زبان دوم، می‌توانند حداقل به یکی از زبان‌های این خانواده سخن بگویند.
هر زیرشاخه یا شاخه زبانی در این فهرست شامل زیر گروه‌ها و زبان‌های جداگانهٔ بسیاری است. خانواده زبان‌های هندواروپایی دارای ۱۰ شاخه یا زیر خانواده شناخته شده‌است که از این تعداد هشت شاخه زنده و دو شاخه منقرض شده‌اند. رابطه شاخه‌های هندواروپایی، چگونگی ارتباط آن‌ها با یکدیگر و منشعب شدن از نیازبان اولیه، موضوع تحقیقات بعدی است و هنوز به خوبی شناخته نشده‌است. برخی از زبان‌های هند و اروپایی منفرد هستند و در خانواده‌ای دسته‌بندی نشده‌اند.
۴۴۹ زبان هند و اروپایی مشخص شده در برآورد SIL عمدتاً زبان‌های زنده هستند. با این حال، اگر تمام زبان‌های مرده شناخته شده هندواروپایی به آن‌ها افزوده شود، تعداد آن‌ها به بیش از ۸۰۰ یا نزدیک به یک هزار می‌رسد. این فهرست شامل تمام زبان‌های زنده و مرده شناخته شده هندواروپایی است.
تمایز بین یک زبان و یک گویش کاملاً مشخص و ساده نیست زیرا در بسیاری از موارد چندین زنجیره گویشی، گویش گذار و زبان وجود دارد و همچنین به این دلیل که هیچ معیاری وجود ندارد که نشان دهد چه میزان واژه، دستور زبان، تلفظ و نوای متفاوت باعث تمایز زبان و گویش می‌شوند (فهم متقابل می‌تواند به عنوان یک معیار به کار رود اما زبان‌های نزدیک به همی وجود دارند که حتی تا حدی برای یکدیگر قابل فهم هستند). به همین دلیل، در اینفهرستلیست، گروه‌های گویشی و برخی گویش‌های ویژه زبان‌ها نشان داده می‌شوند (به صورت کج) به ویژه اگر زبانی توسط شمار زیادی از مردم و در یک ناحیه بزرگ صحبت شود یا صحبت می‌شده، یا همچنین اگر گویش‌های واگرا دارد یا داشته‌است.
برآورد می‌شود زبان نخستین مردم نیاهندواروپایی که به زبان نیاهندواروپایی معروف است، در حدود ۴۵۰۰ سال پیش از میلاد زنده بوده و از حدود سال ۴۰۰۰ پیش از میلاد از طریق مهاجرت و نفوذ فرهنگی گسترش یافته‌است. این رخداد، روند پیچیده‌ای از ترکیب یا جایگزینی جمعیت، فرهنگ‌پذیری و دگرگونی زبانی مردم را در بسیاری از مناطق غربی و جنوب اوراسیا آغاز کرد. در طی این روند بسیاری از زبان‌ها و شاخه‌های این خانواده ریشه گرفتند.
در اواخر هزاره دوم پیش از میلاد هندواروپایی میلیون‌ها نفر بودند و در منطقه جغرافیایی وسیعی در بیشتر اوراسیای غربی و جنوبی (از جمله غرب آسیای میانه) زندگی می‌کردند. در دو هزاره بعدی تعداد گویشوران زبان‌های هندواروپایی حتی فراتر هم رفت.
از نظر جغرافیایی، زبان‌های هندواروپایی کماکان در سرزمین گسترده‌ای صحبت می‌شدند، اگرچه پس از اواسط هزاره اول و اوایل و اواسط هزاره دوم میلادی به ترتیب بیشتر غرب آسیای میانه و آسیای صغیر به دلیل پراکنش، فتوحات و استقرار اقوام ترک‌زبان و همچنین حملات و فتوحات مغول‌ها از دست رفتند. مجارستان امروزی نیز به دلیل فتوحات و استقرار مجارها از دست رفت. با این حال، در نیمه دوم هزاره دوم میلادی، قلمروهای زبان‌های هندواروپایی از طریق فتوحات روسیه به شمال آسیا (سیبری) و از طریق کاوش‌های اروپاییان به ویژه پرتغالی‌ها، اسپانیایی‌ها، فرانسوی‌ها، انگلیسی‌ها و هلندی‌ها به آمریکای شمالی و جنوبی، استرالیا و نیوزیلند گسترش یافت.
ارتباط بین مردم و زبان‌های مختلف، به ویژه در نتیجه استعمار اروپا، همچنین باعث ایجاد بسیاری پیجین، کریول و زبان مختلط مبتنی بر به زبان‌های هندواروپایی شد که امروزه بسیاری از آن‌ها در جزیره‌ها و مناطق ساحلی صحبت می‌شوند.

## نیاکان فرضی
رابطه فرضی با دیگر خانواده‌های زبانی و نیازبان‌های آن‌ها (مسئله بحث‌برانگیز و در عین حال حل‌نشده دسته‌بندی سطح بالای خانواده‌های زبانی شناخته‌شده به شاخه‌های بزرگتر که از نیاکان مشترک در گذشته‌های دور منتقل می‌شوند)
- نیاانسانی (؟)
  - هندواطلسی (؟)
    - هندوآرامی (؟)
      - آرامی (؟)
        - بوری-پاپوآیی (؟)
          - بوری (؟)
            - نوستراتیک (؟)
              - اوراسیایی/نوستراتیک شمالی (؟)
                - اورالوسیبریایی (؟)
                  - هندواورالی (؟)
                    - هندوتیرنی (؟)
                      - پیش‌نیاهندواروپایی (؟)
                        - آناتولی (؟)

## نیاکان
- پیش‌نیاهندواروپایی
  - نیاهندواروپایی نخستین
    - نیاهندواروپایی میانه
      - نیاهندواروپایی پسین

## جدایی‌ها

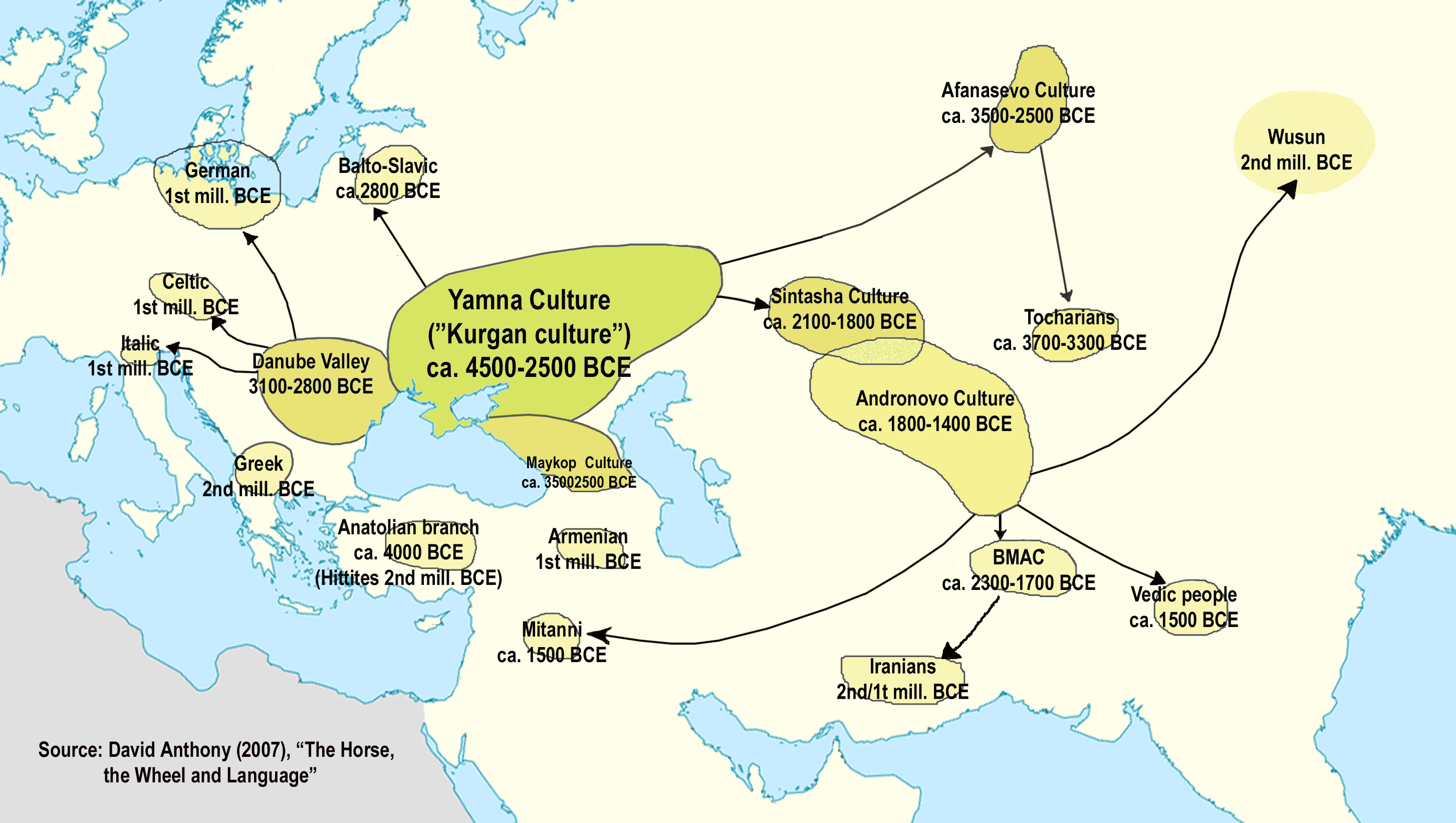
مهاجرت‌های هندواروپاییان

اگرچه تمام زبان‌های هندواروپایی از یک نیای مشترک به نام نیاهندواروپایی ریشه می‌گیرند، میزان خویشاوندی میان زیرخانواده‌ها یا شاخه‌ها یکسان نیست و زیرخانواده‌هایی وجود دارند که به نسبت نزدیکتر یا دورتر هستند و این نشان‌دهنده این است که آن‌ها در یک زمان از هم جدا نشده‌اند. خویشاوندی‌های زیرخانواده‌های هندواروپایی یا شاخه‌های بین آن‌ها هنوز یک موضوع لاینحل و بحث‌برانگیز است.
دون رینگ و تاندی وارنو با استفاده از یک تحلیل ریاضی وام گرفته شده از زیست‌شناسی تکاملی، درخت زیر را از شاخه‌های هندواروپای پیشنهاد می‌کنند:
- نیاهندواروپایی
  - پیشآناتولی (پیش از ۳۵۰۰ ق. م)
  - پیشتخاری
  - پیشایتالی و پیشسلتی (پیش از ۲۵۰۰ ق. م)
  - پیشارمنی و پیشیونانی (پس از ۲۵۰۰ ق. م)
  - نیاهندوایرانی (۲۰۰۰ ق. م)
  - پیشژرمنی و پیشبالتواسلاوی؛ نیاژرمنی (۵۰۰ ق. م)

دیوید دابلیو آنتونی، به دنبال روش دون رینگ و تاندی وارنوو، توالی زیر را پیشنهاد می‌کند:
- نیاهندواروپایی
  - پیشآناتولی (۴۲۰۰ ق. م)
  - پیشتخاری (۳۷۰۰ ق. م)
  - پیشژرمنی (۳۳۰۰ ق. م)
  - پیشایتالی و پیشسلتی (۳۰۰۰ ق. م)
  - پیشارمنی (۲۸۰۰ ق. م)
  - پیشبالتواسلاوی (۲۸۰۰ ق. م)
  - پیشیونانی (۲۵۰۰ ق. م)
  - نیاهندوایرانی (۲۲۰۰ ق. م)؛ تقسیم به ایرانی باستان و هندی باستان ۱۸۰۰ ق. م

## نیازبان‌ها
نیازبان‌های شاخه‌های زبان‌های هندواروپایی:
- پیش‌نیاهندواروپایی
  - نیاهندواروپایی
    - نیاهندواروپایی نخستین
      - نیاآناتولی
        - نیالووی
        - نیاهیتی

      - نیاهندواروپایی میانه
        - نیاتخاری
        - نیاهندواروپایی پسین
          - نیاآلبانیایی
          - نیاارمنی
          - نیابالتواسلاوی
            - نیابالتیک
              - نیابالتیک غربی
              - نیابالتیک شرقی

            - نیااسلاوی
              - نیالخی
              - نیاچکسلواکی
              - نیاسوربی
              - نیابلغاری‌مقدونی
              - نیااشتوکاوی

          - نیاسلتی
            - نیاسلتی قاره‌ای
            - نیاسلتی جزیره‌ای

          - نیاژرمنی
            - نیاژرمنی شمال‌غربی
              - نیانورس
              - نیاژرمنی غربی

            - نیاژرمنی شرقی

          - نیایونانی
          - نیاهندوایرانی
            - نیانورستانی
            - نیاایرانی
              - نیاسکایی
              - نیاسغدی‌بلخی

            - نیاهندوآریایی
              - نیابنگالی‌آسامی
              - نیاپنجابی
              - نیابیهاری

          - نیاایتالی

## زبان آلبانیایی

پراکندگی گویش‌های آلبانیایی امروزی

- آلبانیایی (آلبانیایی نوین) (زنجیره گویشی)
  - گگ آلبانیایی (گویش آلبانیایی شمالی)
  - توسک آلبانیایی (گویش آلبانیایی جنوبی)
    - آربرش (آربریشت)
    - آروانیتیکا (آربریشت)

## زبان‌های آناتولی

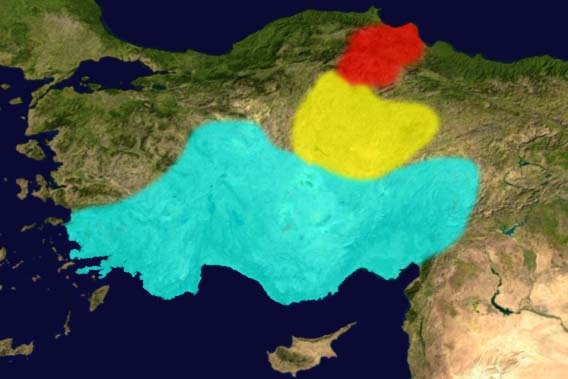
زبان‌های آناتولی در هزاره دوم پیش از میلاد؛ آبی: لووی، زرد: هیتی، قرمز: پالائی

همه مرده
- هیتی (نسیتی)
- لووی
  - لیکیایی
  - میلواسی («لیکیایی ب»)
- لیدیایی
- پالائی

## زبان ارمنی

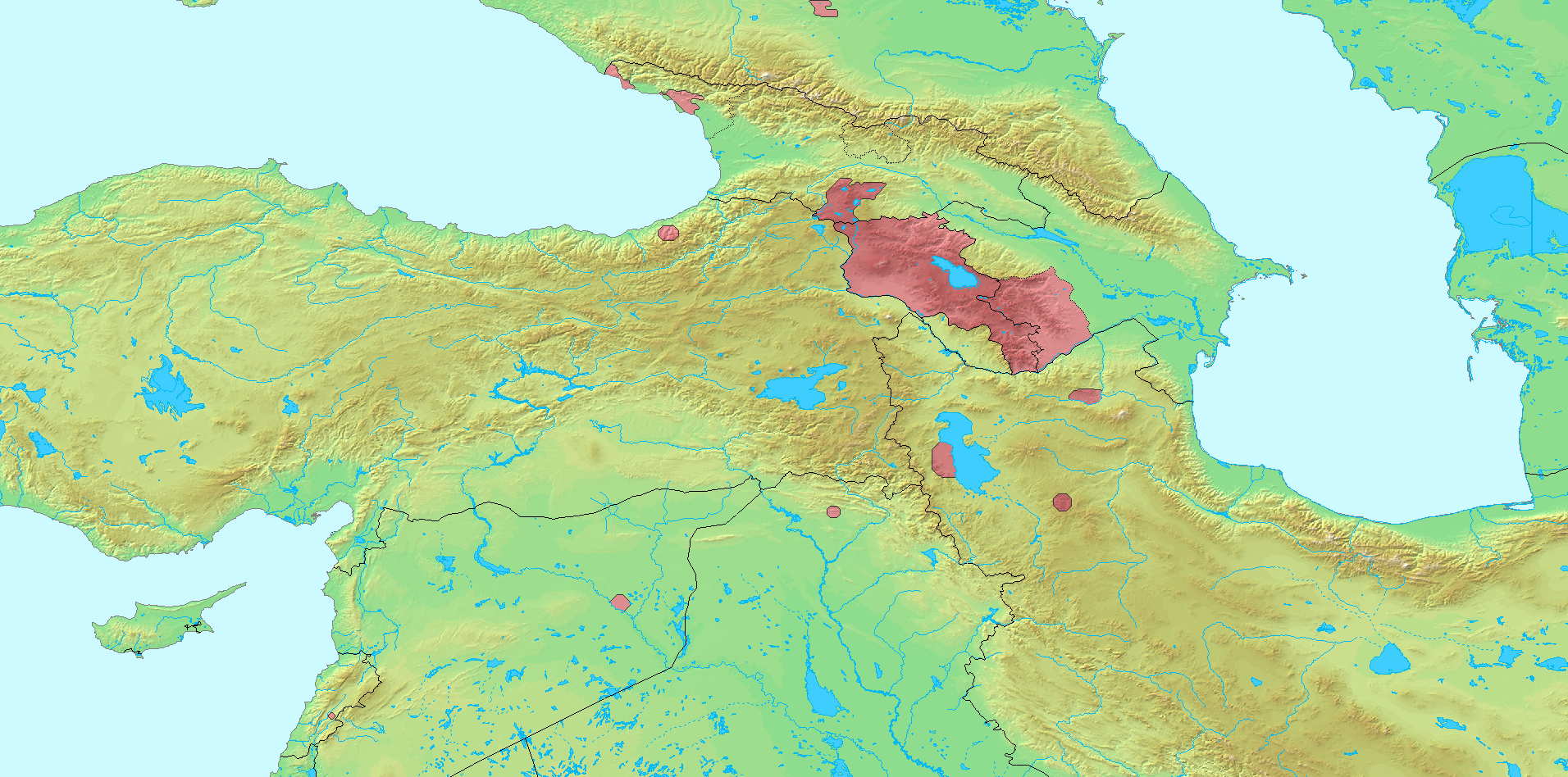
پراکندگی امروزی زبان ارمنی

- ارمنی
  - ارمنی غربی
  - ارمنی شرقی

## زبان‌های بالتواسلاوی

زبان‌های اسلاوی در اروپا (۲۰۰۸)

- زبان‌های بالتیک
  - بالتیک شرقی
    - لتونیایی (لتونیایی نوین)
      - لاتگالی

    - سلونی (مرده)
    - سمیگالی (مرده)
    - لیتوانیایی (لیتوانیایی نوین)
      - آئوکشتایتی
      - ساموگیتی

    - کوری (مرده)

  - بالتیک غربی
    - پروسی نوین
    - اسکالوی (مرده)
    - گالیندی غربی (مرده)
    - سودووی (یاتوینگی) (مرده)
- زبان‌های اسلاوی
  - اسلاوی شرقی
    - روسینی
    - اوکراینی
    - بلاروسی
    - روسی

  - اسلاوی غربی
    - لخی
      - لهستانی
      - پومرانی
        - کاشوبی
        - اسلووینسیایی

      - پولابی (مرده)
      - سیلزیایی

    - سوربی
      - سوربی پایینی
      - سوربی بالایی

    - چکسلوواکی
      - چکی
      - اسلواکی
      - کنعانی (مرده)

  - اسلاوی جنوبی
    - اسلاوی جنوبی غربی
      - اسلونیایی
      - صربی‌کرواتی
        - بوسنیایی
        - مونته‌نگروئی
        - صربی
        - کرواتی

    - اسلاوی جنوبی شرقی
      - بلغاری
        - مقدونی

## زبان‌های سلتی

نقشه پراکندگی امروزی زبان‌های سلتی. قرمز: ولزی؛ بنفش:کورنی؛ سیاه: بریتونی؛ سبز: گیلیک ایرلندی؛ آبی: گیلیک اسکاتلندی: زرد: گیلیک مانکس. مناطق دارای همپوشانی زبانی هاشور خورده‌اند.

- سلتی قاره‌ای (همه مرده)
  - گلی
  - لپونتی
  - گالاسیایی
  - سلتیبری
- سلتی جزیره‌ای
  - گیلیک‌تبار
    - ایرلندی
    - گیلیک اسکاتلندی
    - مانکس

  - بریتونی
    - ولزی
    - برتون
    - کورنی

  - پیکتی

## زبان‌های ژرمنی

زبان‌های ژرمنی در جهان

- ژرمنی شرقی (همه مرده)
  -     - گوتی
    - وندالی
    - بورگوندی
    - گوتی کریمه
- ژرمنی شمالی
  - شرقی
    - دانمارکی
    - سوئدی
    - الفدالی

  - غربی
    - ایسلندی
    - فاروئی
    - نورن (مرده)
    - نروژی
      - بوکمل
      - نروژی نو
- ژرمنی غربی
  - آلمانی علیا
    - آلمانی
    - ییدیش
    - بایرنی
    - ویلامووی
    - آلمانی مرکزی
      - لوکزامبورگی
      - ریپواری
      - آلمانی پالاتن
      - آلمانی پنسیلوانیا

    - آلمانی بالا
      - آلمانیش
        - آلزاسی
        - شوابی
        - کلونیرو

  - آلمانی سفلی
    - آلمانی سفلای شرقی
      - پلات‌دیچ

    - آلمانی سفلای غربی
      - وستفالی
      - خرونینگنی
      - استلینگورفی
      - درنتی
      - توینتی
      - آخترهوکی
      - سالاندی
      - اورکرز
      - فلووه‌ای

  - فرانکی سفلی
    - هلندی
      - زبان فلامان
      - زبان فلاندری غربی
      - آفریکانس

    - لیمبورخی
    - زیلاندی

  - آنگلو-فریسی
    - فریسی
      - فریسی شمالی
      - فریسی ساترلند
      - فریسی غربی

    - آنگلی
      - انگلیسی
      - اسکاتس

## زبان‌های هلنی

نقشه گویش‌های یونانی نوین

- هلنی
  - شرقی
    - یونانی

  - غربی
    - دوری (مرده)
    - مقدونی باستان[۶] (مرده)

## زبان‌های هندوایرانی

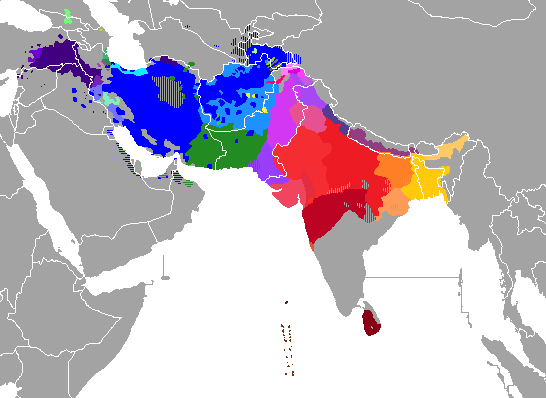
پراکندگی جغرافیایی زبان‌های هندوایرانی نوین. سایه‌های آبی، بنفش تیره و سبز: زبان‌های ایرانی. بنفش تیره: زبان‌های نورستانی. سایه‌های قرمز، بنفش روشن و نارنجی: زبان‌های هندوآریایی

- زبان‌های هندوآریایی
  - مرکزی
    - اودهی
    - بگهلی
    - چتیسگری
    - هندی فیجی

  - شرقی
    - بنگالی-آسامی
      - آسامی
      - بنگالی
      - بیشنوپریا مانیپوری
      - چاکما
      - چیتاگونی
      - هاجونگ
      - هالبی
      - کاریا تار
      - رنگپوری
      - کورموکار
      - مال پاهاریا
      - میگران
      - ناهاری
      - رنگپوری
      - روهینگیا
      - سیلهتی
      - تانگچانگیا

    - بیهاری
      - آنگیکا
      - باجیکا
      - بوجپوری
      - هندی کارائیبی
      - کهورتها
      - کودمالی
      - ماگهی
      - مایتهیلی
      - ماجهی
      - موساسا
      - سادری
      - پالی
      - پانچپارگانیا
      - سادری
      - سوراجپوری

    - اوریه
      - اوریه آدیواسی
      - بهاتری
      - هالبی
      - بودو پارتجا
      - کوسلی
      - کوپیا
      - اوریا
      - رلی

  - شمالی
    - نپالی
    - گارهوالی
    - کومائونی
    - جوملی
    - پالپا
    - پاهاری غربی
      - دوگری
      - کانگری
      - ماندیالی
      - جونساری
      - کولو
      - کینوری پاهاری
      - سیرموری
      - هیندوری
      - ماهاسو پاهاری

  - هندوآریایی شمال غربی
    - اردو
    - داردی
      - کالاش
      - کهواری
      - کشمیری
      - پشه‌ای
      - داملی
      - گواربتی
      - گراگالی
      - شمشتی
      - بروکسکات
      - دوماکی
      - شینا
      - پالوله
      - ساوی
      - شینا
      - اشوجی

    - لندا
      - جاکاتی
      - کهترانی
      - پوتواری
      - هندکو
      - سرائیکی

    - زبان‌های گجراتی
      - گجراتی
      - کچی

    - زبان‌های سندی
      - جدگالی
      - سندی

  - زبان‌های نورستانی
    - اشکونو
    - کامکاتاویری
    - واسی-وری
    - ترگامی
    - ویگلی

  - سانسکریت
  - جنوبی
    - کونکانی
    - مراتی
    - سینهالی
    - دیوهی (مالدیوی)
- زبان‌های ایرانی
  - ایرانی شرقی
    - اوستایی
    - سکایی باستان
    - آسی
    - یغنابی
    - پشتو

  - ایرانی غربی
    - ایرانی شمال غربی
      - پارتی (مرده)
      - کردی
        - سورانی
        - کرمانجی
        - کردی جنوبی
        - لکی
        - گورانی
          - سارلی
          - شبکی

      - زازاکی
      - بلوچی
        - کرشی

      - خوری
      - تالشی
        - آذری (مرده)
        - تاتی
        - هرزندی
        - کرنگانی
        - خوئینی
        - گذرخانی
        - کجلی
        - خورش‌رستمی
        - مراغی
        - رزجردی
        - شاهرودی

      - آشتیانی
        - وفسی

      - الویری-ویدری
      - خوانساری
      - گزی
      - دری زرتشتی
      - نائینی
      - سمنانی
        - سنگسری
        - لاسگردی
        - سرخه‌ای

      - گیلکی
      - مازندرانی
      - دیلمی (مرده)

    - ایرانی جنوب غربی
      - فارسی
        - بخاری
        - دری
        - تاجیکی
        - هزارگی
        - ایماقی
        - سیستانی
        - پهلوانی (مرده)
        - فارسیهود
        - دزفولی

      - لری
        - بختیاری

      - سیوندی
      - دوانی
      - اچمی
        - بشاگردی
        - کمزاری

      - تاتی
        - یهودی-تاتی

## زبان‌های ایتالی

مناطقی از جهان که زبان‌های رومی گویش می‌شوند
اسپانیایی
پرتغالی
فرانسوی
ایتالیایی
رومانیایی

- سابلی (مرده)
  - اوسکی
    - ولسکی

  - اومبری
- لاتین-فالسکی (مرده)
  - فالسکی
  - لاتین
  - لاتین عامیانه
- ونیزی
- زبان‌های رومی
  - ایتالی-غربی
    - ایتالی-دالماسیایی
      - دالماسیایی (مرده)
      - ایستریوت
      - توسکانی
      - ونتی
      - کرسی
      - ساساری
      - سیسیلی
      - ناپولی
        - پولیایی

      - ایتالیایی-یهودی

    - رومی غربی
      - گالو-رومی
        - فرانسوی
          - شامپنوآ
          - پوتوی
          - سن اونژه

        - لورن
        - پیکاردی
        - والون
        - نورمان
          -  آنگلو-نورمن

        - بورگوندی
          - فرنک کومتو

        - آرپیتان
        - ساوویارد
        - گالو
        - رومانش
        - لادین
        - اکسیتان
        - کاتالان
          - بالئاری
          - والنسیایی

        - پیدمونتی
        -  لیگوری
        - لومبارد
        - امیلیانو-رومانیولو
          - امیلیان
          - رومانگول

      - ایبریایی-رومی
        - آستوری
        - کانتابری
        - اکسترمادورایی
        - لئونی
        - میراندی
        - اسپانیایی
        - فالا
        - گالیسی
        - پرتغالی
        - آراگونی
        - مستعربی (مرده)

  - رومی شرقی
    - آرومانی
    - رومانیایی
      - مگلنو رومانی
      - مولداویایی
      - ولاچ

    - یسترو-رومانی

  - ساردنیایی

## زبان‌های تخاری

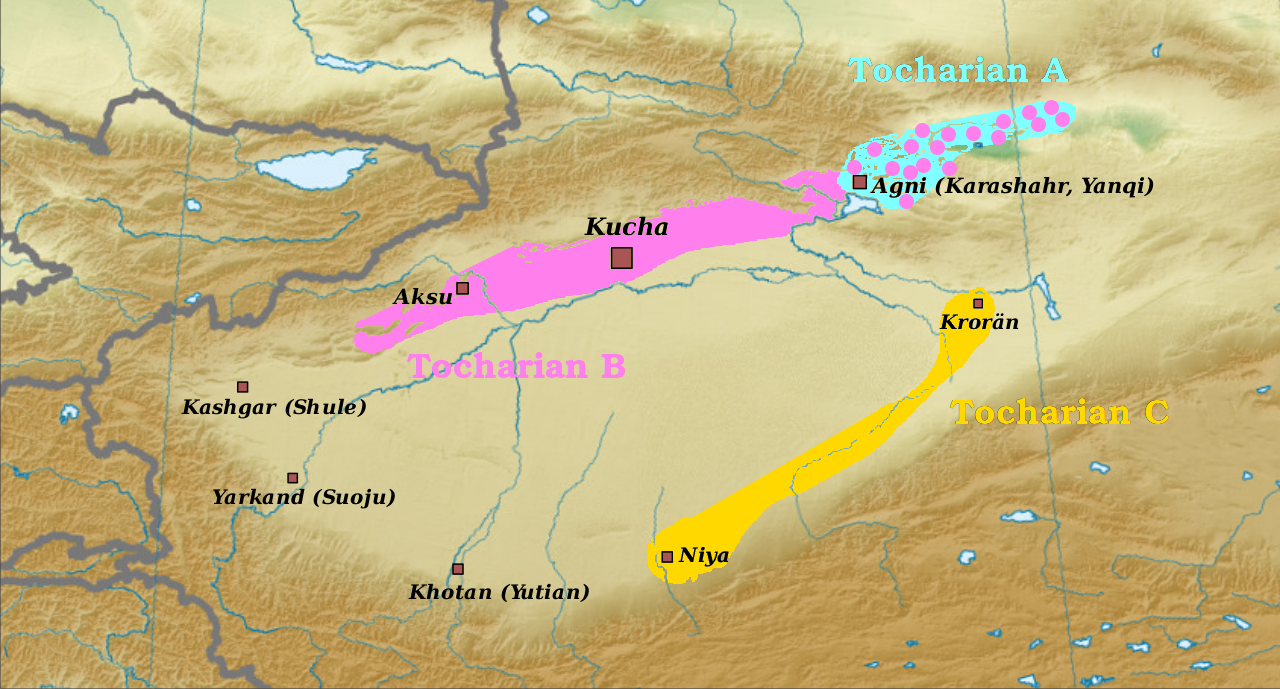
نقشه زبان‌های تخاری

- تخاری
  - تخاری شمالی
    - آنگیایی (تخاری A)
    - کوچایی (تخاری B)

  - تخاری جنوبی
    - کرورنی (تخاری C)

## زبان‌های دسته‌بندی‌نشده
زبان‌های دسته‌بندی‌نشده هندواروپایی که در هیچ خانواده‌ای قرار نمی‌گیرند:
- زبان فریجی
- بلژی
- کیمری
- آسیی
- تراکی
- مساپی

## زبان‌های احتمالی هندواروپایی
زبان‌های دسته‌بندی‌نشده‌ای که احتمالاً جزو خانواده هندواروپایی هستند
- مینوسی
- الیمی

## زبان‌های فرضی هندواروپایی
زبان‌هایی که شاید وجود داشته‌اند و جزو خانواده هندواروپایی بوده‌اند
- سوروتاپتی
- کوردی باستان